# Ibrahim Moussa
Ibrahim Moussa (* 30. September 1946 in Ägypten; † 24. Juni 2012 in Los Angeles, Kalifornien) war ein ägyptisch-US-amerikanischer Filmproduzent und späterer Investment-Unternehmer.
Ibrahim Moussa war von 1984 bis 1992 Ehemann von Schauspielerin Nastassja Kinski. Aus der Ehe stammt die gemeinsame Tochter Sonja.

## Filmografie
Produzent
- 1980: La cicala
- 1982: La donna giusta
- 1983: Gabriela (Gabriela, Cravo e Canela)
- 1987: Fellinis Intervista (Intervista)
- 1991: Unizhennye i oskorblyonnye
- 2000: Tom Sawyer (Video)

Schauspieler
- 1985: Harem

## Einzelnachweis
1. ↑  Ibrahim Moussa auf ancestry.com